# Великая (приток Лежи)
Великая — река в России, протекает по Грязовецкому району Вологодской области. Устье реки находится в 43 км от устья Лежи по левому берегу. Длина реки составляет 47 км.
Великая берёт исток в болоте Мачково в 42 км к северо-востоку от Грязовца. Течёт на восток по обширному заболоченному лесному массиву, принимает в себя большое количество маленьких рек, обеспечивая сток из него. Крупнейшие притоки — Чермова, Лишка, Вязовщик, Левакша, Жаровка (правые); Каменка, Шилекса (левые). Крупнейший приток — Шилекса впадает в Великую в 32 км от устья по левому берегу.
В верхнем и среднем течении ненаселена, в нижнем течении на берегах реки деревни: Полушкино, Притыкино, Боброво (все — правый берег).
Впадает в Лежу около деревни Воскресенское.

## Данные водного реестра
По данным государственного водного реестра России относится к Двинско-Печорскому бассейновому округу, водохозяйственный участок реки — Северная Двина от начала реки до впадения реки Вычегда, без рек Юг и Сухона (от истока до Кубенского гидроузла), речной подбассейн реки — Сухона. Речной бассейн реки — Северная Двина.
Код объекта в государственном водном реестре — 03020100312103000006752.